# Bölesjön (Njurunda socken, Medelpad)
Bölesjön är en sjö i Sundsvalls kommun i Medelpad och ingår i Ljungans huvudavrinningsområde. Sjön har en area på 0,433 kvadratkilometer och ligger 32,3 meter över havet. Sjön avvattnas av vattendraget Stångån.

## Delavrinningsområde
Bölesjön ingår i det delavrinningsområde (690331-158172) som SMHI kallar för Utloppet av Bölesjön. Medelhöjden är 59 meter över havet och ytan är 3,51 kvadratkilometer. Räknas de 22 avrinningsområdena uppströms in blir den ackumulerade arean 197,24 kvadratkilometer. Stångån som avvattnar avrinningsområdet har biflödesordning 2, vilket innebär att vattnet flödar genom totalt 2 vattendrag innan det når havet efter 9,1 kilometer. Avrinningsområdet består mestadels av skog (75 procent). Avrinningsområdet har 0,42 kvadratkilometer vattenytor vilket ger det en sjöprocent på 11,9 procent.